# Jac. Bonset
Jacobus Bonset, ook aangeduid als Jacques Bonset (Amsterdam 1 augustus 1880 – Zandvoort, 8 oktober 1959) was een Nederlands componist en pianist.
Hij werd geboren in de Hartenstraat binnen het gezin van kantoorbediende/reiziger Hendrik Matthijs Bonset en Alberta Letzke.
Hij kreeg zijn muzikale opleiding van Ulfert Schults (piano) en Bernard Zweers (contrapunt en compositieleer). Na de opleiding was hij werkzaam als solopianist en begeleider. Daarnaast was hij directeur van de zangvereniging Onder Ons, van een dubbel mannenkwartet, zangvereniging Onderlinge Zangstudie en muziekdocent in Amsterdam en Haarlem. Er zijn optredens van hem bekend in het Concertgebouw en concertzalen in Den Haag, Rotterdam en Arnhem. Voorts was hij organist van de Oude Lutherse Kerk (1911, vast vanaf 1923-1952) aan het Spui in Amsterdam, hij was daarin opvolger van Evert Cornelis.
Uit zijn pen kwamen meer dan 200 composities waaronder
- Toccata jubilante voor beiaard; eerste prijs tijdens Nationale Beiaardwedstrijd te Zwolle (1935)
- Roodkapje; een kindercantate
- Sprookjestranen - Operete in 4 bedrijven (Kinder-Operette) (1905)
- opus 2: Albumblad (Feuille d'Album) in C - Voor piano
- opus 8: Goudsterretje - Operette in vier bedryven op te voeren door jongens en meisjes van 12 tot 18 jaar (1905)
- opus 8: Rondedans (uit de operette 'Goudsterretje'), voor piano
- opus 9: Het Dorpsklokje - Gemengd koor en sopraansolo met pianobegeleiding
- opus 10: Sylphentanz - Quinten-Reigen für das Pianoforte
- opus 12: Twee Verjaringsliederen
  - no. 1: Vaders verjaardag
  - no. 2: Moeders verjaardag)
- opus 14: Prinses Eezelsvel - Komische Kinder-Operette in drie bedrijven (1906)
- opus 14: Jeunesse Dorée - Valse lente pour piano
- opus 16: Lischbloem - Mannenkoor en tenorolo
- opus 18: Avondzang - Gemengd koor en sopraansolo
- opus 21: Orgelsonate
- opus 22: Ontwaken - Gemengd koor en piano
- opus 25: Oranje-Glorie (op tekst van André J. Palmboom) - Lied voor eene zangstem met pianobegeleiding (1909)
- opus 31: Het Muzikale in de Natuur - Cantate voor mannenkoor met sopraan, alt, tenor en baritonsolo en klavierbegeleidindg (1911)
- opus 32: Daar is een lied - Gemengd koor
- opus 34: Hymne aan de Kunst - Gemengd koor en sopraansolo met pianobegeleiding
- opus 36: De laatste kerkgang - Gemengd koor en sopraan- of bariton-solo met pianobegeleiding
- opus 37: De Krekels en de Wandelaar - Gemengd koor
- opus 38: Levenslied - Sopraan met pianobegeleiding (1913)
- opus 40: Zondagmorgen - Gemengd koor
- opus 41: 2e Orgelsonate
  - deel 2: Melodie Orientale
  - deel 3: Marche Triomphale
- opus 43: Pater Noster (Onze Vader) - Voor eene zangstem met begeleiding van orgel met of zonder pedaal, harmonium of piano
- opus 44: Twee Liederen in den Volkstoon - Gemengd koor (1915)
  - no. 1: Zangerslied
  - no. 2: Wandellied
- opus 46: Bede - Mannenkoor en tenorsolo
- opus 47: Drie gemengde koren
  - no. 1: Kersenballade
  - no. 2: Madeliefje
  - no. 3: Slaap zacht
- opus 48: Droome-Vrouw, Kom! - Driestemmig vrouwenkoor met pianobegeleiding
- opus 50: Nieuwjaarsdag - Gemengd koor
- opus 51: Zes nieuwe klavierstukjes voor de jeugd
  - no. 6: Goeden nacht
- opus 52: Sechs Stücke für Orgel
  - no. 1: Prelude Festivo G-groot - Voor orgel
  - no. 2: Carillon - Voor orgel
  - no. 3: Romance in Es - Voor orgel
- opus 53: In 't Woud - Gemengd koor
- opus 55: Tehuis (op tekst van Selly de Jong) - Mannenkoor of dubbelmannenkwartet (1920)
- opus 58: Marche Funèbre ter nagedachtenis aan de heer A. Pomper - Voor orgel
- opus 60: Drie geestelijke liederen - Voor eene zangstem met begeleiding van orgel met of zonder pedaal, harmonium of piano
- opus 62: Het Nijlfeest (Niloa) - Egyptisch lied voor gemengd koor met pianobegeleiding
- opus 67: Fantasie over het Koraal: "Dankt, dankt nu allen God" - Voor orgel
- opus 68: Kerstnacht - Gemengd koor
- opus 69: Wijdingsklanken - Voor harmonium
  - no. 8: Moderato
- opus 70: Het Lied van Mei - Mannenkoor of dubbelmannenkwartet
- opus 72: Psalm 100 - Gemengd koor met begeleiding van orgel, harmonium of piano
- opus 73: Fantasie over het Lutherlied "Een vaste Burg is onze God" - voor orgel
- opus 75: O Gulden Hoofd (op tekst van Guido Gezelle) - Gemengd koor
- opus 76: Dorpsdans - Gemengd koor
- opus 80: Trouwlied - Voor een zangstem met harmonium
- opus 82: De Wonderbloem (op tekst van Selly de Jong) - Voor sopraan of tenor met begeleiding van orgel of piano (1922)
- opus 88: Zes stemmingsstukjes - Voor harmonium
  - no. 4: Gebed
- opus 89: Klokkenkerstlied - Voor eene zangstem met begeleiding van orgel of piano
- opus 91: Hymne aan den Morgen - Mannenkoor
- opus 92: Lente-Geboort - Gemengd koor
- opus 93: Cortège - Voor orgel
- opus 94: Neêrland's vlag (op tekst van Selly de Jong) voor eene zangstem en piano
- opus 97: Fantasie ove rhet kerstlied "De herdertjes lagen bij nachte" - Voor harmonium
- opus 98: Onze Vader
- opus 103: Spaman (op tekst van Guido Gezelle)
- opus 105: De omkransde boot
- opus 111: De toren
- opus 112: Wildzang
- opus 113: Intermezzo in F-groot - Voor orgel
- opus 114: Hollandsche Paneeltjes - 12 Instructieve Klavierstukjes
  - In het Engels uitgegeven in twee delen onder de titel Dutch Panels (1929)
  - no. 1: The Citadel
  - no. 2: The Woods in Spring
  - no. 3: The Sailing Boat
  - no. 4: The Alkmaarsche Cheesemarket
  - no. 5: The Zaansche Windmills
  - no. 6: Near the Sea
  - no. 7: Market Day in Volendam
  - no. 8: Childrens Play
  - no. 9: A peasants Wedding
  - no. 10: The Fields in Bloom
  - no. 11: The Church of St. Bavo in Haarlem
  - no. 12: Festival on the Ice
- opus 115: Toccata in a-klein - Voor orgel
- opus 121: Paraphrase over "Het oude Wilhelmus" - Voor orgel
- opus 125: Het lied van den Arbeid (op tekst van Selly de Jong) - Voor mannenkoor (1928)
- opus 127: Psalm 42 - Sicut cervus desiderat - Voor mannenkoor of dubbelmannenkwartet
- opus 133: Kleine Suite voor Piano
- opus 134: Fantasie, Fuga en Koraal over Psalm 68 - Voor orgel met of zonder pedaal
- opus 135: Pierrot - Voor declamatie en mannenkoor met pianobegeleiding
- opus 136: Kerst-Suite voor Orgel met- of zonder pedaal
  - 1. Prelude-Pastoral over 'De Herderkens lagen bij nachte"
  - 2. Interlude over "Stille nacht, heilige nacht"
  - 3. Postlude over "O Sanctissima"
- opus 137: Valerius-Suite - Voor orgel
  - 1. Preludium over "Bede voor het Vaderland"
  - 2. Meditatie over "Wilt heden nu treden"
  - 3. Finale over "Geluckig Vaderland"
- opus 140: Toe-eygeningh aen Sweelinck in a kleine terts - Voor orgel
- opus 144: Voorspel over: "Uren, dagen, maanden, jaren" - Voor orgel
- opus 148 no. 1: Nieuwjaarsklokken - Voor zangstem en pianobegeleiding
- opus 153: Van stad en land (Band II) - 20 eenvoudige pianostukjes (1941)
  - no. 11. Op marsch
  - no. 12. De dom
  - no. 13. In de diergaarde
  - no. 14. Op het voetbalveld
  - no. 15. Met de electrische
  - no. 16. Echo
  - no. 17. Bij den waterval
  - no. 18. Oud kasteel
  - no. 19. Op de dansles
  - no. 20. Tuinfeest
- opus 154: Lofzang - Voor gemengd koor, solostem en orgel- of harmoniumbegeleiding (1933)
- opus 155: Variaties en fuga over een thema van Purcell - Voor orgel. Op compact disc vastgelegd door Herman van Vliet, Willem Hendrik Zwart, Feike Asma en Frans van Tilburg[1]
- opus 156: Voor de kleintjes - 24 zeer gemakkelijke pianostukjes
- opus 159 no. 1: Kleine Improvisation über das Altniederländische Volkslied: "Hoe groot, o Heer" - Voor harmonium
- opus 159 no. 2: Kleine Improvisation über das Altniederländische Volkslied: "Merck toch, hoe sterck" - Voor harmonium
- opus 160: Weihnachts Sonatine über den Choral "Vom Himmel hoch" - Voor harmonium 
  - 1. Allegro moderato
  - 2. Andante
  - 3. Allegro, ma non troppo
- opus 163: Middeleeuwsch Kerstliedje (1935)
- opus 167: St Nicolaas-Suite - Voor piano
  - 1. Variaties over "Zie, ginds komt de stoomboot"
  - 2. Capricietto over "Sinterklaas, die goeie Heer"
  - 3. Rondo over "Zie de maan schijnt door de boomen"
- opus 168: Rondo over een Hollandsch kinderliedje "Het patertje langs den kant" - Voor beiaard (bekroond in Maastricht, 1937, opgedragen aan Staf Nees)
- opus 170: Avondlied op tekst van René de Clercq - Voor Mannenkoor (1938)
- opus 172: Fantasie over "Op bergen en in dalen" - Voor orgel
- opus 173: Variationen und fughette über das "Alte Wilhelmus" - Voor harmonium
- opus 179: Veni Creator op tekst van Willem de Mérode - Voor gemengd koor (1940)
- opus 180: Variaties over het Herrnhutter's Avondlied - Voor beiaard
- opus 183: Vrouwen vredesgang - Voor vierstemmig vrouwenkoor
- opus 185: Kennemerland - Suite voor jeugdorkest (1940)
- opus 186: Triptiek - Voor orgel (1942)
  - 1. Vertwijfeling
  - 2. Overpeinzing
  - 3. Bemoediging
- opus 190: Symphonietta -Voor jeugdorkest (1942)
- opus 195: Compendium der Klaviertechniek - Vingeroefeningen, Toonladders en Accoorden voor het Lager Onderwys (1945)
- opus 197: 25 Etudes voor Harmonium voor gevorderden
- opus 198: Doremifasol - Suite voor jeugdorkest
- opus 201: Variaties en Finale over "Nu syt wellecome" - Voor orgel met of zonder pedaal
- opus 205: Een naam is onze hope (Fantasie, Fugato en Koraal) over Gezang 112 - Voor orgel
- opus 208: Fantasie, Fugato en Koraal over Psalm 118 - Voor orgel met of zonder pedaal
- opus 212: Kerstliedje (op tekst van Willem de Mérode) - Voor zang met piano- of orgelbegeleiding
- opus 218: Spruyte Davids - Voor gemengd koor
- opus 220: Sonatina voor beiaard
- opus 224: Partita op Psalm 128 - Voor orgel
- opus 225: Psalm 75 - Fantasie, Fugato en Koraal - Voor orgel met of zonder pedaal
- opus 227: Fantasie, Fugato en Koraal over Psalm 25 - Voor orgel met of zonder pedaal
- opus 228: Variaties, Fughetta en Koraal over: "Als G'in nood gezeten, geen uitkomst..." - Voor orgel

Hij schreef ook Over het componeren in den vrijen stijl in verband met koorliteratuur (1924).
Een aantal van de kinderoperettes schreef hij samen met muziekpedagoge Neeltje Christina Kwast (N.C. Hopman-Kwast) (Purmerend, 25 december 1855 – Amsterdam, 16 februari 1931), een telg uit de muzikale Kwastfamilie. Albert Kwast is haar broer. Die operettes werden opgevoerd in de Stadschouwburg en Paleis voor Volksvlijt te Amsterdam
- International Standard Name Identifier: 0000 0000 5211 8546
- Library of Congress Control Number: no2003077620
- Nationale Bibliotheek van Tsjechië: mzk2013764523
- Nederlandse Thesaurus van Auteursnamen: 171396588
- Virtual International Authority File: 2160221
- WorldCat: E39PBJtxdmTBMYtpGKhgGTPPcP